# Butifarra de perol

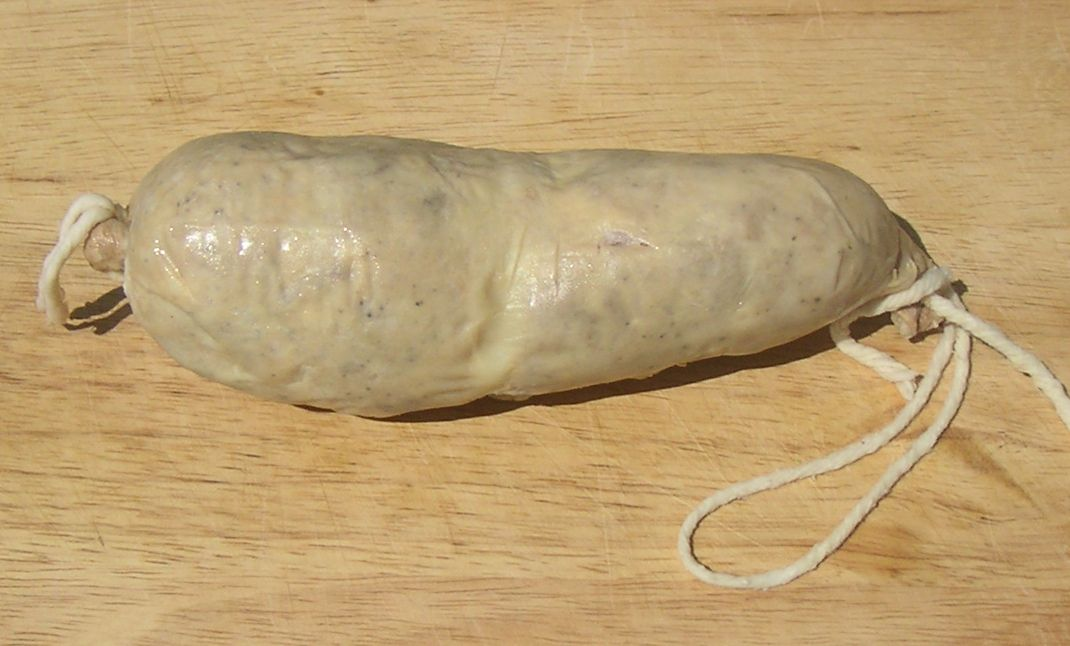
Butifarra del perol

Una butifarra de perol es un embutido de cerdo típico de las comarcas gerundenses y del Maresme. Se elabora con la tripa del intestino delgado, donde se introduce carne de la cabeza de cerdo, el corazón, el riñón y la perdiz, grasa, corteza, asadura y sangre de cerdo, el que lo convierte en un alimento muy energético. Antiguamente la cocción se hacía en un caldero, recipiente de donde proviene el nombre. A menudo se sirve con judías, en algunas ocasiones deshecha.